# 上田坝镇
上田坝镇，原为上田坝乡，是中华人民共和国四川省凉山彝族自治州雷波县下辖的一个乡镇级行政单位。2020年6月，撤销上田坝乡、大坪子乡、小沟乡和簸箕梁子乡，设立上田坝镇，以原上田坝乡、原大坪子乡、原小沟乡和原簸箕梁子乡所属行政区域为上田坝镇的行政区域。

## 行政区划
上田坝镇下辖以下地区：
上田坝村、丰家坪村、兴隆湾村、中寨村、小务基村、沙坪子村和马史洛村。